# Fundacja Projekt Łódź
Fundacja Projekt Łódź – polska organizacja typu think tank, powstała w 2005 r. Działalność fundacji skoncentrowana była na ożywieniu społecznej i gospodarczej aktywności obywateli Łodzi. Organizacja opierała swoją działalność o chrześcijańskie tradycje Europy, idee władzy minimum ograniczającej się do spełniania najważniejszych funkcji społecznych oraz wolność gospodarczą. Od 2008 r. miała status organizacji pożytku publicznego. Fundacja zakończyła działalność w 2014 r.

## Misja
Misją „Fundacji Projekt Łódź” jest stworzenie silnego ośrodka zajmującego się opracowywaniem programów modernizacyjnych dla miasta oraz rozwój społeczeństwa obywatelskiego, które świadome swoich praw oraz obowiązków potrafi skutecznie wpływać na władze.

## Działalność
Fundacja Projekt Łódź zaangażowana była w szereg projektów mających służyć stymulowaniu debaty publicznej, dotyczącej kluczowych kwestii związanych z rozwojem miasta oraz budowaniem społeczeństwa obywatelskiego.

### Cykliczne inicjatywy organizacji
- Akademia Nowoczesnego Państwa – była cyklem szkoleń poświęconych zagadnieniom filozofii politycznej, ekonomii, polityki, historii i socjologii.

- Forum Łódź – Cykl debat „FORUM ŁÓDŹ” organizowany był wspólnie przez „Polska Dziennik Łódzki” i Fundację „Projekt Łódź”. Stanowił rozwinięcie spotkań „Łódź według Projektu”. Inicjatywa miała na celu eksperckie dyskusje i wymianę poglądów w poszczególnych obszarach funkcjonowania miasta.

- I Love Niepodległość – Fundacja „Projekt Łódź” co roku przygotowywała program obchodów Święta Niepodległości skierowany przede wszystkim do młodych ludzi w celu promocji wartości patriotycznych.

- Indeks Wolności Gospodarczej 2009 – Fundacja „Projekt Łódź" była organizatorem polskiej prezentacji znanego na całym świecie „Indeksu Wolności Gospodarczej" (Index od Economic Freedom) opracowywanego przez Heritage Foundation we współpracy z Wall Street Journal.

- Klub Polityczny – Fundacja organizowała spotkania w ramach Klubu Politycznego, na które zapraszane były znane osobistości i eksperci z takich dziedzin jak: polityka, gospodarka, kwestie społeczne, kultura czy media. Dyskusje były reakcją na aktualne i palące problemy sfery publicznej. Fundacja gościła m.in. Jarosława Gowina, Romana Kluskę, Rafała Ziemkiewicza, Normana Daviesa.

- Komentarz – Historia związanego z Fundacją „Projekt Łódź” Komentarza sięga końca 1989 roku, kiedy to ukazał się pierwszy numer, wówczas jeszcze podziemnego pisma. Po odzyskaniu przez Polskę ponownie niepodległości pojawiło się jeszcze 5 numerów pisma które zostało reaktywowane po 15 latach jako inicjatywa Fundacji „Projekt Łódź”. Pismo podzielone było na sekcje: Polityka, Społeczeństwo, Sprawy Międzynarodowe, Historia, Kultura oraz Felietony. Komentarz był pismem łódzkim i do Łodzian przede wszystkim kierował swoje idee.

- Konferencje – Fundacja organizowała nieregularnie konferencje na tematy społeczne, polityczne, gospodarcze.

- Łódź według Projektu – Cykl tematycznych spotkań. Inicjatywa miała na celu eksperckie dyskusje i wymianę poglądów w poszczególnych obszarach funkcjonowania miasta.

- Projekty międzynarodowe – Fundacja Projekt Łódź była reprezentowana w imprezach międzynarodowych nawiązując przy tym szerokie kontakty z think tankami takimi jak: Cato Institute, Atlas Foundation, Heritage Foundation czy Manhattan Institute.

## Władze
Na czele Fundacji stała Rada w składzie:
- Ireneusz Jabłoński (przewodniczący)
- Błażej Moder
- Sebastian Rybarczyk
- Barbara Woźniak

Organem wykonawczym był jednoosobowy zarząd, którego prezesem był Marcin Nowacki.

## Zakończenie działalności
26 czerwca 2014 r. uprawomocniło się wykreślenie Fundacji z Krajowego Rejestru Sądowego.